# X-Men 2 : La Vengeance de Wolverine
X-Men 2 : La Vengeance de Wolverine, ou X2: Wolverine's Revenge en Amérique du Nord, est un jeu vidéo de type beat them all développé par GenePool Software et édité par Activision sur GameCube, Windows, PlayStation 2, et Xbox en avril 2003. Parallèlement, une version exclusive sur Game Boy Advance, du fait de son format portable, a été développée par Vicarious Visions.

## Synopsis
Une histoire originale de l'écrivain de longue date de Wolverine, Larry Hama, qui se déroule dans l'univers Marvel Comics, Logan (Mark Hamill) doit trouver un remède contre le virus Shiva qu'il a reçu en 1968 à l'installation Weapon X, tout en combattant divers villageois X-Men.

## Système de jeu
Le jeu est présenté dans une perspective à la troisième personne avec des éléments de furtivité, de combat et de recherche de cartes-clés. Au combat, Wolverine peut libérer ses griffes en adamantium pour effectuer des attaques tranchantes, des combos aériens et un certain nombre de lancers différents. En plus des frappes de combat, il existe des frappes furtives spéciales, des frappes spécifiques à une situation et des frappes spécifiques à un boss qui deviennent disponibles à certains moments du jeu. La capacité de guérison inhabituelle de Wolverine lui permet de résister à une punition qui tuerait un être humain moyen, mais il peut devenir blessé avec le temps. Des blessures majeures, cependant, déclenchent une rage féroce, conférant à Wolverine une force et une férocité plus grandes pour affronter plusieurs ennemis à la fois.
Si le joueur récupère toutes les plaques d'identité, une scène supprimée est déverrouillée dans laquelle Wolverine a une conversation avec Spider-Man (Rino Romano) avant d'entrer dans une ville pour combattre Magneto. Spider-Man explique sarcastiquement qu'il a entendu parler de la grande évasion du Vide et qu'il est monté dans un bus charter avec d'autres super-héros qui ne pouvaient pas voler ou se téléporter. Lorsque Spider-Man demande si Wolverine a besoin d'aide pour combattre Magneto, Wolverine lui dit de faire face au chaos jusqu'à l'arrivée de Damage Control.

## Accueil
- Jeux Vidéo Magazine : 12/20 (XB)[2]
- Jeuxvideo.com : 15/20 (PS2/XB/GC)[3] - 13/20 (PC)[4] - 14/20 (GBA)[5]